# Peperomia mesitasana
Peperomia mesitasana är en pepparväxtart som beskrevs av Trel. & Yunck.. Peperomia mesitasana ingår i släktet peperomior, och familjen pepparväxter. Inga underarter finns listade i Catalogue of Life.